# Emilia de Toro
Emilia de Toro Herrera (Concepción, Chile, 14 de noviembre de 1845 - Nueva York, Estados Unidos, 7 de junio de 1913) fue una ama de casa chilena, esposa del presidente de la República José Manuel Balmaceda, sirviendo como primera dama durante su gobierno entre 1886 y 1891.

## Biografía

### Familia
Hija del matrimonio de Domingo de Toro y Guzmán y Emilia Herrera Martínez de la Torre. Por parte de su padre, era bisnieta del primer conde de la Conquista, don Mateo de Toro y Zambrano, además de Paula Jaraquemada. Su hermano, Domingo de Toro Herrera, fue un ingeniero y militar veterano de la guerra del Pacífico, además de político. 

### Matrimonio e hijos
Contrajo matrimonio con José Manuel Balmaceda el 11 de octubre de 1865, de cuya unión tuvieron ocho hijos.

### Primera dama de Chile y la Guerra civil
Como esposa del entonces Ministro del Interior, asistió al ingreso del Monitor Huáscar a la Armada de Chile el 20 de octubre de 1879, siendo considerada la madrina de este buque.
Fue primera dama de la República de Chile entre los años 1886 y 1891, durante el mandato presidencial de su marido, el presidente José Manuel Balmaceda.
Tras la Guerra Civil de 1891, se resguardó en la embajada de Estados Unidos en Santiago de Chile, para huir del país tras los funerales de su esposo. 
Emilia de Toro Herrera falleció a los 67 años. Su tumba se encuentra en el Cementerio General de Santiago.